# Lisa Oldenhof
Lisa Oldenhof (26 mars 1980 à Perth) est une kayakiste australienne pratiquant la course en ligne. Elle remporte la médaille de bronze lors des Jeux olympiques d'été de 2008 dans l'épreuve du K-4 500m.